# Эли Стар
Эли́ Стар (1847—1942) — псевдоним французского астролога и оккультиста второй половины XIX века Эжена Жакоба.

## Биография
Родился в 1847 году в Париже, где и провёл большую часть жизни. Точной информации о молодости Эжена Жакоба нет, однако известно, что он достаточно рано увлёкся оккультизмом и состоял в масонской эзотерической организации «Ложа Анат-Хор». Занявшись христианской каббалистикой, Жакоб начал писать и публиковать оккультные труды под псевдонимом «доктор Эли Стар» (Dr. Ely Star).

## Основные произведения
Главным произведением Эли Стара считается труд по астрологии «Тайны гороскопа», вышедший в 1887 году и сопровождавшийся предисловием Камиля Фламмариона. В этой книге Стар, в частности, изложил принципы французской астрологической школы, заложенные Полем Кристианом, и посвятил отдельную главу картам Таро. Эли Стар впервые разделил колоду Таро на «Старшие» и «Младшие» арканы; это деление впоследствии использовали и другие французские оккультисты.
Несмотря на то, что в «Тайнах гороскопа» Эли Стар по большей части только пересказывал чужие идеи, эта книга оказала существенное влияние на астрологов конца XIX века, таких как Поль Шуаснар (Фламбар).